# Thomas Gainsborough

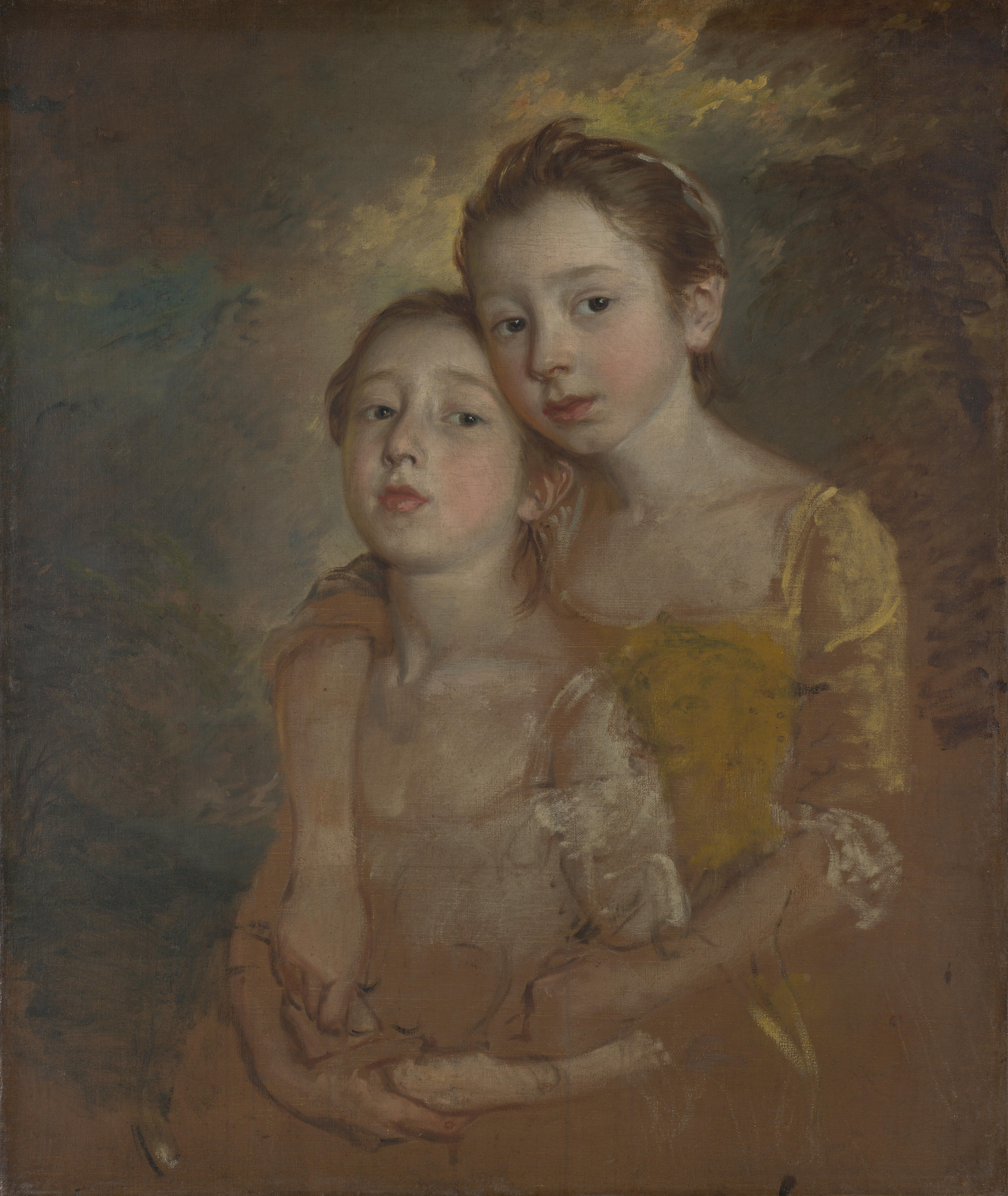
Két lány macskával

Thomas Gainsborough (Sudbury, Suffolk, 1727. május 14. – London, 1788. augusztus 2.) angol festő, különösen a portré- és tájképfestészet területén alkotott jelentőset. Joshua Reynolds mellett a 18. század legjelentősebb angol festőjének számít.

## Élete
Gainsborough 1727. május 14-én született, apja textilkereskedő volt. 1740-ben Londonba ment, hogy tanonc lehessen egy ezüstgravírozó-műhelyben. Ezekben az években a William Hogarth és más művészek köré szerveződött londoni St. Martin´s Lane Academy intellektuális kör vonzáskörébe került. 1749-ben elhagyta Londont és Sudburybe tért vissza. Itt nehézségekbe ütközött, nehezen talált munkát és nem ismerték el festőként, ezért 1759-ben az akkor felkapott és divatos Bathba költözött. Korai támogatói közé tartozott egy excentrikus angol úr, Philip Thicknesse, aki Gainsboroughot bemutatta az előkelőbb társaságnak. A Joshua Reynolds vezetése alatt álló londoni Royal Academy of Artsnak ő is alapító tagja volt. Az első nyilvános kiállításon 1768-ban egy Isabella Lady Molyneuxról készült portréval mutatkozott be. 1774-ben Gainsborough véglegesen Londonba költözött, ahol 1788. augusztus 2-án elhalálozott.

## Munkássága
Portréinál feltűnik, hogy a merev reprezentációra összpontosító ábrázolással szemben a nyugodt, gyengéd hangvételű ábrázolást részesíti előnyben, ezért alakjait nem műteremben festette, hanem a természetben. Jellegzetes példa erre a William Hallettről és feleségéről Elizabethről készült portré Morning Walk - Reggeli séta (1785, London, National Gallery). A portrékon szintúgy látszik mennyire el volt ragadtatva a különféle textíliáktól és a divatos ruháktól.

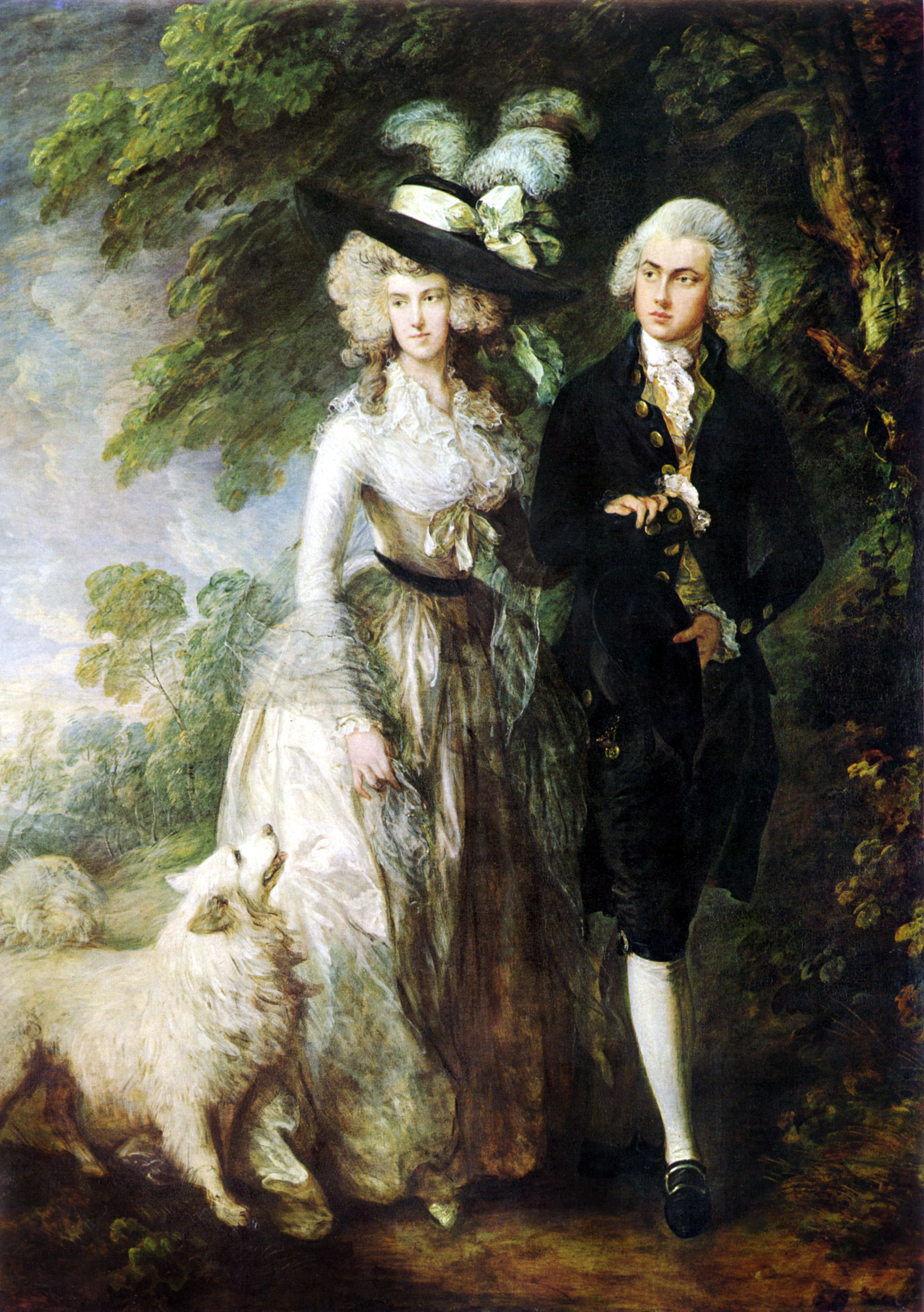
Reggeli séta, 1785

Gainsborough már munkássága elején a túl szigorú akadémizmus ellen fordult és az ő korában kedvelt idealizáló festészet helyett szubtilisabb ábrázolásra törekedett. Gainsborough azt szerette volna elérni, hogy a szemlélő a képet ne csak a rendelkezésére álló információ alapján értékelje, hanem inkább a személyes benyomás alapján érzékelje, próbáljon a képbe behatolnia, abban elmerülni. A szemlélő beleérzőkészségére apellált a szegény embereket szentimentális, idillikus-vidéki környezetben bemutató ábrázolásaival is, mint pl. a híres Cottage Girl with Dog and Pitcher (1785, Dublin, National Gallery of Ireland)
Gainsborough művészetét a németalföldi Jacob Izaaksoon van Ruisdael, Meindert Hobbema és Jan Wijnants, a francia Antoine Watteau és Jean-Honoré Fragonard (festői duktus, tájkép-háttér) Hubert Gravelot és Anthony van Dyck valamint Peter Paul Rubens, valamint jó néhány velencei festő befolyásolta.

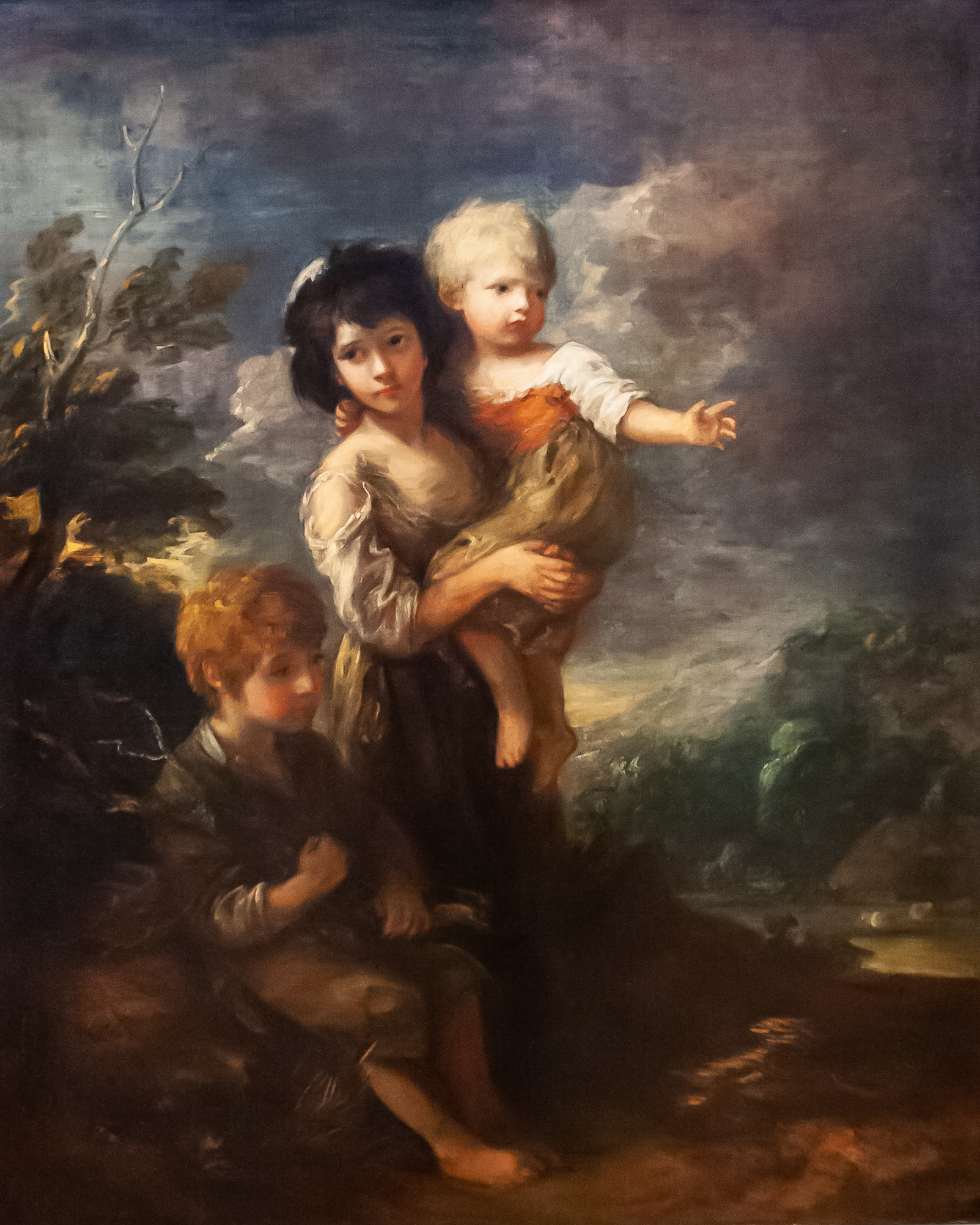
Rőzsegyűjtők, 1787